# Koninklijke Nederlandse Schietsport Associatie
De Koninklijke Nederlandse Schietsport Associatie (KNSA) is een sportbond op het gebied van de schietsport. Bij de KNSA zijn ongeveer 801 verenigingen aangesloten met meer dan 42.000 sportschutters.

## Geschiedenis
De KNSA (toen nog Koninklijke Nederlandse Schutters Associatie) ontstond aan het einde van de jaren zestig door een fusie van de volgende organisaties:
- de Koninklijke Vereniging van Nederlandse Scherpschutters
- de schietvereniging De Vrijheid
- de Nederlandse Luchtbuksfederatie

In april 2013 werd de naam gewijzigd in de huidige naam.
De KNSA is aangesloten bij:
- NOC*NSF (Nederlands Olympisch Comité * Nederlandse Sport Federatie)
- ISSF (International Shooting Sport Federation)
- ESC (European Shooting Confederation)
- MLAIC (Muzzle Loaders Associations International Committee)
- AFTSC (Association de Fédérations de Tir Sportif de la C.E.). Deze organisatie is op 14 maart 2009 opgeheven.

## Wapengroepen en disciplines
Er zijn wapengroepen voor:
- Luchtdrukwapens
- Geweerschieten, onderverdeeld in Klein Kaliber Geweer (KKG) en Groot Kaliber Geweer (GKG)
- Pistoolschieten, onderverdeeld in Klein Kaliber Pistool (KKP) en Groot Kaliber Pistool (GKP)
- Kleiduivenschieten
- Het schieten met historische wapens

KNSA disciplines
De KNSA maakt onderscheid tussen gereglementeerde disciplines en erkende disciplines.
De gereglementeerde disciplines worden door de KNSA ondersteund, de erkende disciplines worden verzorgd door andere organisaties.
KNSA erkende disciplines
| Erkende disciplines                                                      | Gereglementeerd door                                                  |
| ------------------------------------------------------------------------ | --------------------------------------------------------------------- |
| Parcours-schieten met Pistool, Revolver en Geweer                        | Nederlandse Parcours Schutters Associatie (NPSA)                      |
| Silhouet-schieten met Pistool en Revolver                                | Nederlandse Silhouetschutters Associatie (NSA)                        |
| Schieten met karabijnen .30M1 op 25, 50 en 100 meter                     | Schietvereniging .30M1 Nederland                                      |
| Schieten met Dynamic Service Rifle (DSR)                                 | Association for Practical Shooting (APS)                              |
| Traditioneel schieten in het verband van schutterijen en schuttersgilden | Federatie van Gelderse Schuttersgilden en Schutterijen "St. Hubertus" |
| Traditioneel schieten in het verband van schutterijen en schuttersgilden | Noordbrabantse Federatie van Schutters-gilden                         |
| Traditioneel schieten in het verband van schutterijen en schuttersgilden | Oud-Limburgse Schuttersfederatie                                      |
| Field Target disciplines                                                 | Dutch Field Target Association (DFTA)                                 |
| Vogelschieten                                                            | Vogelschiet Vereniging Twente (VVT)                                   |
| Benchrest-disciplines                                                    | Dutch Bench Rest Shooters Association (DBRSA)                         |
| Lange afstand-schieten met luchtdrukgeweren                              | Schietvereniging De 100 Meter Crew                                    |

Olympische disciplines:
Heren:
- 10 meter Luchtgeweer
- 50 meter 3 Houdingen Klein Kaliber Geweer 3x40
- 50 meter Liggend Klein Kaliber Geweer
- 10 meter Luchtpistool
- 25 meter Olympisch Snelvuurpistool
- Trap 125
- Double Trap 150
- Skeet 125

Dames:
- 10 meter Luchtgeweer
- 50 meter 3 Houdingen Klein Kaliber Geweer 3x20
- 10 meter Luchtpistool
- 25 meter sportpistool
- Trap 75
- Skeet 75

Niet-olympische disciplines:
Heren:
- 300 meter 3 Houdingen Groot Kaliber Geweer 3x40
- 300 meter liggend Groot Kaliber Geweer
- 300 meter Standaard Groot Kaliber Geweer
- 50 meter Lopende schijf
- 50 meter Lopende Schijf mixed
- 10 meter Lopende Schijf
- 10 meter Lopende Schijf mixed
- 25 meter Standaard Pistool
- 25 meter Center Fire Pistool
- 50 meter Vrijpistool

Dames:
- 300 meter 3 Houdingen Groot Kaliber Geweer 3x20
- 300 meter Liggend Groot Kaliber Geweer
- 50 meter Liggend Klein Kaliber Geweer
- 50 meter Lopende Schijf
- 50 meter Lopende Schijf mixed
- 10 meter Lopende Schijf
- 10 meter Lopende Schijf mixed
- Double Trap

De KNSA ondersteunt de aangesloten verenigingen en schutters bij het voldoen aan de voorschriften van de Wet wapens en munitie.

## Ledenaantallen
Hieronder de ontwikkeling van het ledenaantal en het aantal verenigingen:
| Jaar | Ledenaantal | Verenigingen |
| ---- | ----------- | ------------ |
| 2015 | 37.656      | 684          |
| 2014 | 37.529      | 698          |
| 2013 | 39.353      | 736          |
| 2012 | 41.112      | 763          |
| 2011 | 42.692      | 780          |
| 2010 | 42.290      | 781          |
| 2009 | 42.103      | 792          |
| 2008 | 41.882      | 801          |
| 2007 | 40.633      | 709          |
| 2006 | 38.454      | 772          |
| 2005 | 35.387      | 684          |
| 2004 | 34.498      | 674          |
| 2003 | 34.764      | 671          |
| 2002 | 35.305      | 678          |
| 2001 |             | 682          |
| 1999 | 36.579      | 751          |
| 1996 | 36.965      | 741          |
| 1993 | 33.003      |              |
| 1990 | 28.103      |              |
| 1987 | 24.387      |              |
| 1984 | 20.968      |              |
| 1981 | 20.000      |              |
| 1978 | 18.500      |              |